# تشميع الفاكهة

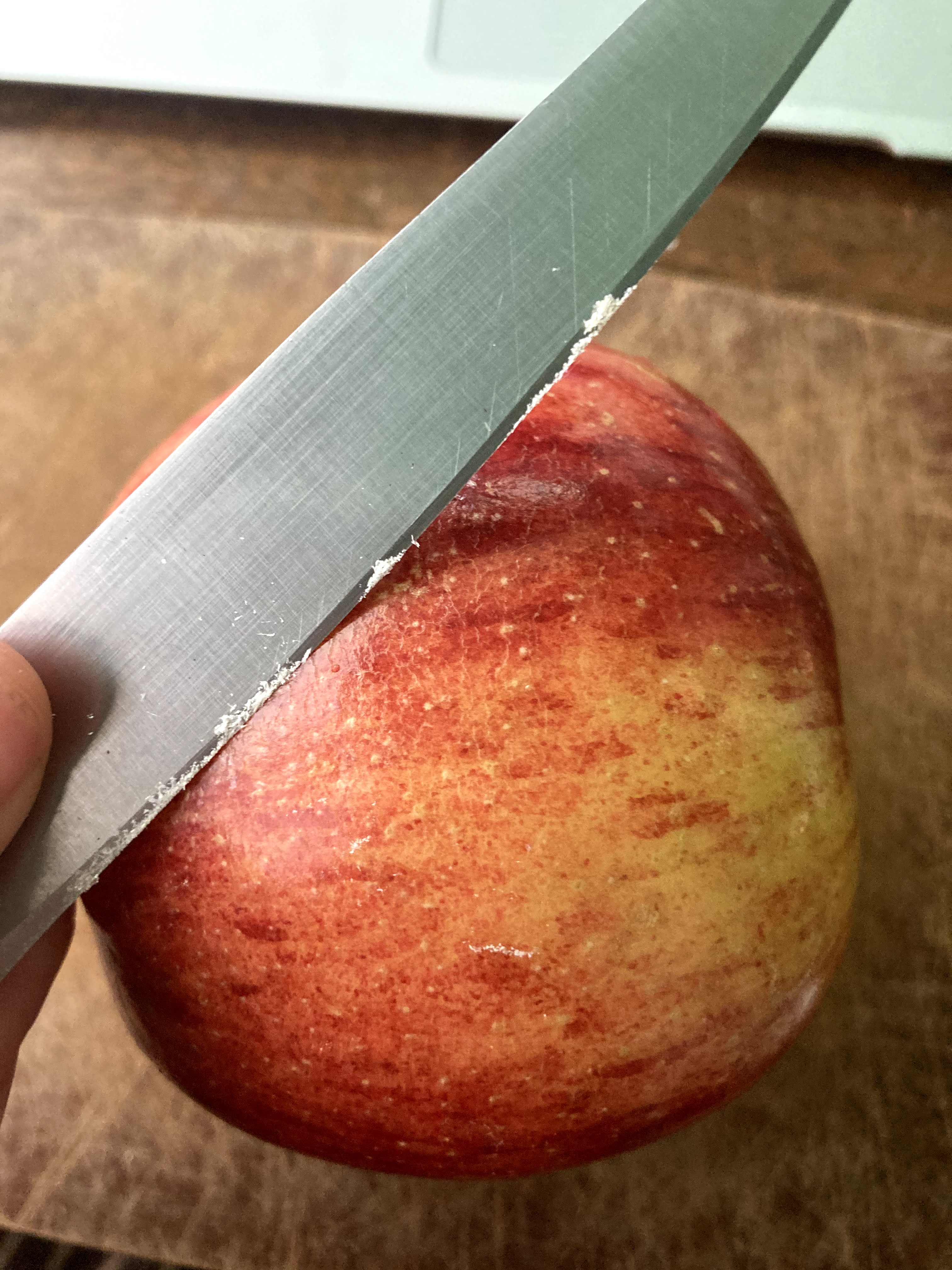
تفاحة.

تشميع الفاكهة هو مصطلح يطلق على عملية تغليف الفاكهة (والخضروات أحيانًا) بمواد تشميع اصطناعية. تتم إزالة الشمع الطبيعي أولا، عادة عن طريق غسلها بالماء. وقد تكون المادة الشمعية المستخدمة من مستخرج طبيعي أو من مواد بترولية.
تعد السبب الرئيسي لتشميع الفاكهة لمنع فقدانها للماء (مما يعد تعويضًا عن إزالة المادة الشمعية الطبيعية الموجودة في الثمار التي تحتوي عليها في أثناء الغسيل وخاصة الحمضيات وأيضًا فاكهة مثل التفاح مما يؤدي إلى تأخر انكماشها وفسادها وايضاً تحسين مظهرها. كما يمكن إضافة الأصباغ مراعاةً للشكل الجمالي، وأحيانًا تضاف مبيدات الفطريات. وفي القرنين الثاني عشر والثالث عشر كان تشميع الفاكهة يتم بهدف عملية التخمير. وبدأ منتجو المواد التجارية يقومون بتشميع الحمضيات من أجل إطالة مدة عرضها على الأرفف في العقدين 1920 و1930. ومنذ ذلك الوقت أصبحت الناحية الجمالية – أي تفضيل المستهلك للفاكهة اللامعة – هي السبب الرئيسي.  وبالإضافة إلى الفاكهة، يمكن تشميع بعض الخضروات لأغراض مفيدة، مثل نبات البفرة. وتشمل الخضراوات المشمعة عادة الخيار والكرنب أو [ اللفت السويدي] والطماطم الخضراء. ويمكن التمييز بين شمع التخزين وشمع التغليف (المعد للبيع الفوري) والشمع عالي اللمعان (للحصول على الجاذبية المثلى).
تعتمد المادة الشمعية المستخدمة إلى حد ما على القوانين المطبقة في البلد المنتجة أو المصدرة. ويتم استخدام الشموع الطبيعية (مثل، تلك المستخرجة من قصب السكر أو شمع الخارنوبا أو الشيلاك أو الراتنج) أو الشموع التي تعتمد على مواد بترولية (وعادة ما تكون تركيبات ذات ملكية خاصة). كما يمكن استخدام الشمع في المذيبات البترولية المتطايرة ولكنه الآن يستخدم بشكل أكثر شيوعًا في مستحلب مائي. وغالبا ما تستخدم شموع البارافين المخلوطة على هيئة زيت أو صمغ مع الخضراوت. وتشمل أسماء العلامات التجارية للشموع "تال برولونج" و"سمبر فريش" و" فروتوكس و" واكسول" و"فروت" و"فيجيتابل كلين" و"نيبرو" "ديكو لاستر".